# Bibe

A magház helyzete a virágban vázlatosan: I. felső állású magház; II. középső állású magház; III. alsó állású magház; a betűk jelentése: a – porzótáj; g – termőtáj; p – sziromlevelek; s – csészelevelek; r – vacok

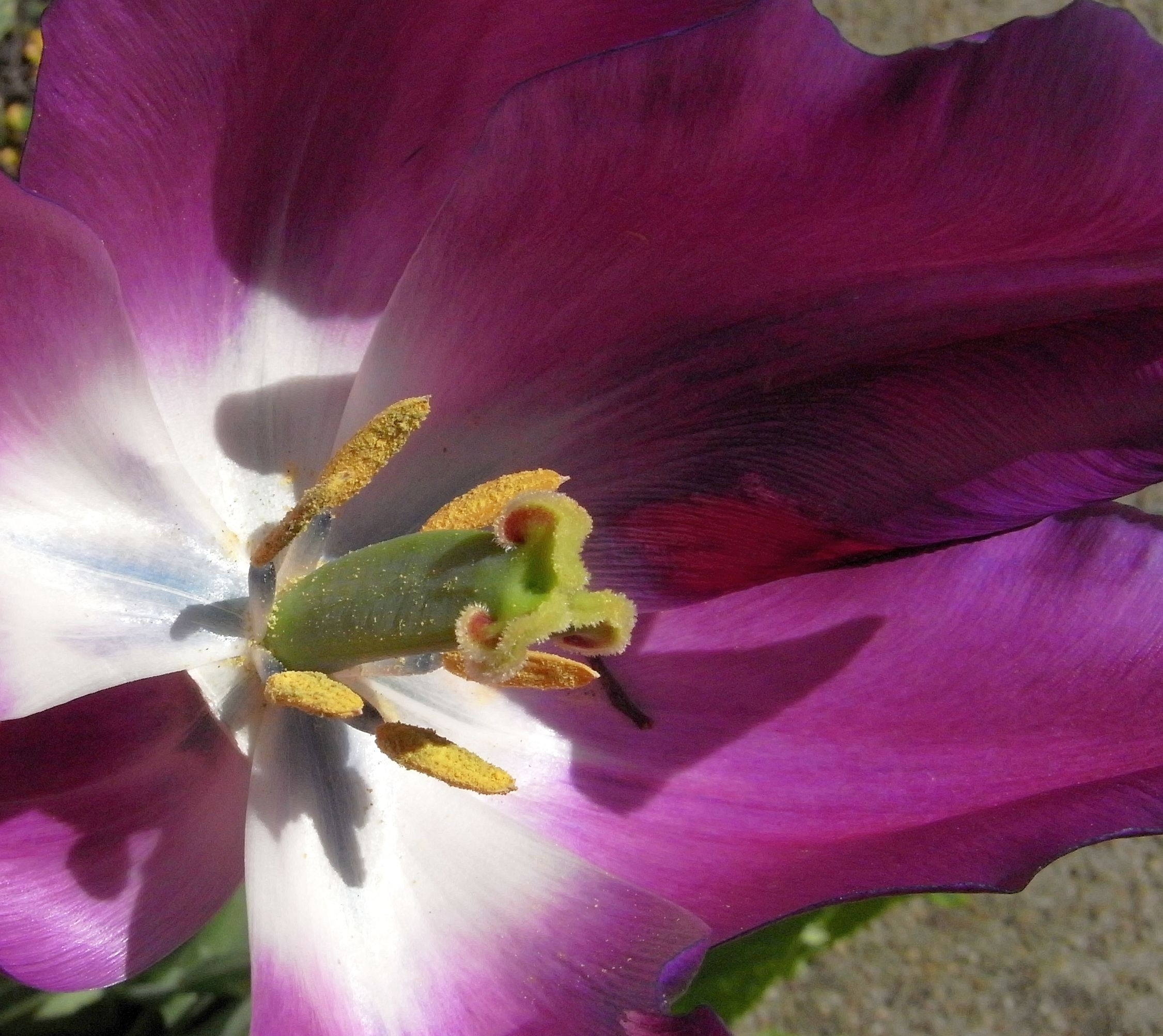
Középen a termőtáj, körülötte a porzók egy tulipán virágában

A bibe (stigma) a zárvatermők virágában a termőtáj legfelül elhelyezkedő része, mely a virágpor felfogására való (a bibe régies neve porfogó). A termőtáj további részei az alul elhelyezkedő magház (ovarium) – amelyben a magkezdemények fejlődnek – és a középső helyzetű bibeszál (stylus). A bibe tulajdonképpen a bibeszál felső, gyakran vastagabb elvégződésének is tekinthető. Ha a bibeszál hiányzik, ülő bibének hívják.
A bibén a protodermából – a bőrszövetet létrehozó „előszövet” – kialakuló bőrszövet mirigyepidermisszé differenciálódik, a sejtek papillásan kidomborodnak, és felületüket kutikula borítja. A bibeepidermisz cukros váladékot választ ki, amely a rákerülő virágporszemet (pollen) tömlőhajtásra indítja. A bibe tehát strukturálisan és funkcionálisan is nektáriumnak tekinthető. A bibe epidermisze alatt parenchimatikus szöveteket – azaz alapszöveteket – találunk, melyek ugyancsak gazdag plazmájúak, és mirigyszövetté alakulnak át.

## Bibe ingerlékenysége és mozgása
Szivarfafélék, nevezetesen a bohócvirág (Mimulus), Martynia, csikorgófű (Gratiola officinalis), örökzöld trombitacserje (Bignonia capreolata) szétterjedő bibéjének az a sajátsága, hogy hozzá érve, összecsapódik, majd lassan újra szétnyílik. Ez a működés a növény hatékonyabb megtermékenyülését biztosítja. A Torenia asiatica L. bibéje rögtön összecsukódik, amint virágpor éri, majd néhány nap múlva ismét szétnyílik, de ekkor már nem reagál a virágporra összecsukódással.

## Bibekar
A bibének két megnyúlt ága, pl. az ajakosak vagy a fészkesek virágában. Bibekonty, békakonty (Listera ovata).

## További információ
- Révai nagy lexikona III. kötet (Béke–Brutto). Budapest: Révai Testvérek Irodalmi Intézet Részvénytársaság. 1911.   275. o.  (http://mek.oszk.hu/06700/06758/pdf/revai03.pdf)